# NGC 645
NGC 645 ist eine Balken-Spiralgalaxie vom Hubble-Typ SBb im Sternbild Fische auf der Ekliptik. Sie ist schätzungsweise 151 Millionen Lichtjahre von der Milchstraße entfernt und hat einen Durchmesser von etwa 115.000 Lichtjahren. Gemeinsam mit vier weiteren Galaxien bildet sie die NGC 645-Gruppe (LGG 28).

Im selben Himmelsareal befinden sich u. a. die Galaxien NGC 631 und NGC 632.
Das Objekt wurde am 27. Oktober 1864 von Albert Marth entdeckt.

## NGC 645-Gruppe (LGG 28)
| Galaxie  | Alternativname | Entfernung/Mio. Lj |
| -------- | -------------- | ------------------ |
| NGC 632  | PGC 6007       | 145                |
| NGC 638  | PGC 6145       | 145                |
| NGC 645  | PGC 6172       | 151                |
| PGC 5907 | UGC 1137       | 141                |
| PGC 6147 | UGC 1172       | 148                |